# Sallisaw
Sallisaw är administrativ huvudort i Sequoyah County i Oklahoma. Enligt 2010 års folkräkning hade Sallisaw 8 880 invånare.